# Storviken (Lemland, Åland)
Storviken eller Storviks Träsk är en sjö i Lemlands kommun i Åland (Finland). Den ligger i den södra delen av landskapet, 11 km sydost om huvudstaden Mariehamn. Storviken ligger 8 meter över havet. Den ligger på ön Fasta Åland. Arean är 8,1 hektar och strandlinjen är 1,27 kilometer lång. Sjön  ingår i Norra Ålands havs avrinningsområde. 